# Narewka (gmina)
Narewka (biał. гмiна Нараўка, hmina Naraŭka, do 1939 gmina Masiewo) – gmina wiejska w województwie podlaskim, w powiecie hajnowskim. W latach 1975–1998 gmina położona była w województwie białostockim. W 2009 roku w gminie wprowadzono język białoruski jako język pomocniczy.
Siedziba gminy to Narewka.
Według danych z 30 czerwca 2004 gminę zamieszkiwało 4097 osób. Natomiast według danych z 31 grudnia 2017 roku gminę zamieszkiwało 3690 osób.
Według danych z 31 grudnia 2019 roku gminę zamieszkiwało 3609 osób.
W 2021 roku na dawnej mogile upamiętniony został krzyżem i kamieniem z tablicą pamiątkową sołtys Masiewa Starego Jan Mackiewicz (1866-1920) zamordowany przez bolszewików 8 sierpnia 1920 roku. (ekshumowany przez Instytut Pamięci Narodowej 11 września 2019 i pochowany na cmentarzu parafialnym w Narewce 9 sierpnia 2020 )

## Struktura powierzchni
Według danych z roku 2002 gmina Narewka ma obszar 339,48 km², w tym:
- użytki rolne: 25%
- użytki leśne: 65%

Gmina stanowi 20,91% powierzchni powiatu.
Gmina Narewka posiada specyficzny uskok u jej południowej granicy, stanowiący uroczyko Cupryk przy górnej Narewce, z wiatą obserwacyjną u nasady uskoku.

## Demografia

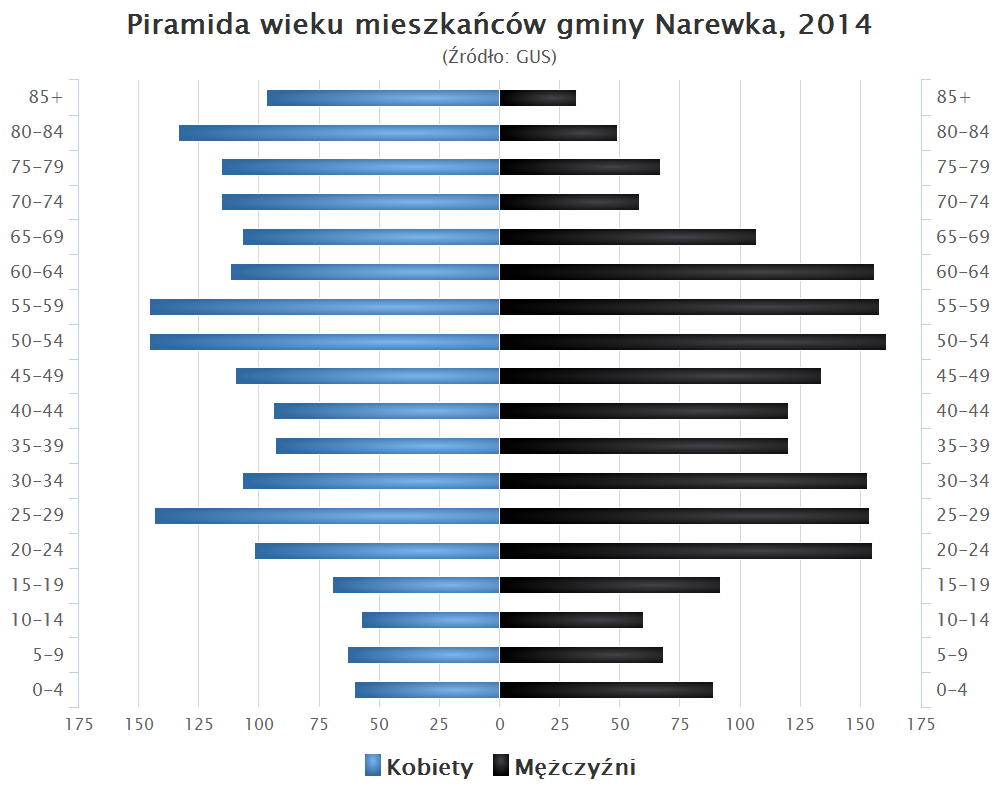
Piramida wieku mieszkańców gminy Narewka w 2014 roku

Dane z 31 grudnia 2017 roku.
| Opis                              | Ogółem | Ogółem | Kobiety | Kobiety | Mężczyźni | Mężczyźni |
| --------------------------------- | ------ | ------ | ------- | ------- | --------- | --------- |
| jednostka                         | osób   | %      | osób    | %       | osób      | %         |
| populacja                         | 3 690  | 100    | 1 808   | 49      | 1 882     | 51        |
| gęstość zaludnienia (mieszk./km²) | 11     | 11     | 5       | 5       | 6         | 6         |

## Sołectwa
Babia Góra, Eliaszuki, Grodzisk, Guszczewina, Janowo, Krynica, Leśna, Lewkowo Nowe, Lewkowo Stare, Michnówka, Mikłaszewo, Narewka, Nowa Łuka, Nowe Masiewo, Ochrymy, Olchówka, Planta, Podlewkowie, Siemianówka, Skupowo, Stare Masiewo, Tarnopol, Zabłotczyzna
Miejscowości podstawowe bez statusu sołectwa: Bernacki Most, Łuka, Pasieki, Stoczek, Świnoroje

## Sąsiednie gminy
Białowieża (od południa), Hajnówka (od południowego zachodu), Narew (od północnego zachodu), Michałowo (od północnego wschodu). Od wschodu gmina sąsiaduje z Republiką Białorusi.

## Religia
Większość mieszkańców gminy wyznaje prawosławie (ok. 3000 osób), którzy należą do parafii:
- św. Mikołaja Cudotwórcy w Narewce,
- Świętych Piotra i Pawła w Lewkowie Starym,
- św. Jerzego Zwycięzcy w Siemianówce.

W gminie mieszka 715 rzymskich katolików, należących do parafii w Narewce.
Gminę zamieszkują też nieliczni baptyści, luteranie i Świadkowie Jehowy Żydzi  powracający na teren gminy po wydarzeniach II WŚ  .